# Cerro Pátapo
Cerro Pátapo es un complejo arqueológico en Perú. Se encuentra ubicado en la Región Lambayeque, distrito de Pátapo a 35 kilómetros de la ciudad de Chiclayo. Las ruinas tiene presencia de la cultura chimú, lambayeque y wari. Cuenta con murallas, caminos empedrados y cementerios.
Durante las excavaciones se encontraron cerámicas, piezas de ropa y los restos de una mujer joven.